# Fondo
Fondo est une ancienne commune italienne d'environ 1 500 habitants située dans la province autonome de Trente dans la région du Trentin-Haut-Adige dans le nord-est de l'Italie. À la suite du référendum populaire du 18 décembre 2016, elle a fusionné le 1er janvier 2020 avec les municipalités de Castelfondo et Malosco dans la nouvelle municipalité de Borgo d'Anaunia.

## Administration
| Période                                  | Période | Identité | Étiquette | Qualité |
| ---------------------------------------- | ------- | -------- | --------- | ------- |
|                                          |         |          |           |         |
| Les données manquantes sont à compléter. |         |          |           |         |

### Hameaux
Tret, Vasio

### Communes limitrophes
Appiano sulla Strada del Vino, Senale-San Felice, Castelfondo, Brez, Sarnonico, Malosco, Ronzone